# رئاسة مارتن فان بيورين
رئاسة مارتن فان بيورين بدأت في 4 مارس عام 1837، عندما جرى تنصيب مارتن فان بيورين كرئيس للولايات المتحدة، وانتهت في 4 مارس عام 1841. تولى فان بيورين، نائب الرئيس آنذاك والخلف المختار للرئيس أندرو جاكسون، منصب الرئيس الثامن للولايات المتحدة بعد هزيمة العديد من مرشحي حزب اليمين في الانتخابات الرئاسية لعام 1836. وكعضو في الحزب الديمقراطي، انتهت رئاسة فان بيورين بعد هزيمته من قبل مرشح الحزب اليميني ويليام هنري هاريسون في الانتخابات الرئاسية عام 1840.
كانت القضية المركزية التي واجهت الرئيس فان بيورين هي ذعر العام 1837، وهو الركود الاقتصادي المستمر الذي بدأ بعد أسابيع فقط من رئاسته. عارض فان بيورين أي تدخل حكومي فدرالي مباشر وخفض الإنفاق الفيدرالي للحفاظ على ميزانية متوازنة. مثلما أشرف على إنشاء نظام الخزانة المستقل، وهو سلسلة من الخزائن الحكومية التي حلت محل البنوك كمستودع للأموال الفيدرالية. واصل فان بيورين سياسات إبعاد الهنود التي انتهجتها إدارة جاكسون، حيث أعيد توطين الآلاف من الأمريكيين الأصليين غرب نهر المسيسيبي خلال فترة رئاسته. وسعى إلى تجنب التوترات الرئيسية بشأن العبودية، ورفض إمكانية ضم تكساس واستئناف قضية الولايات المتحدة ضد الأميستاد أمام المحكمة العليا. أما في الشؤون الخارجية، فتجنب فان بيورين الحرب مع بريطانيا على الرغم من العديد من الحوادث، بما في ذلك حرب أروستوك غير الدموية وقضية كارولين.
أدى عدم قدرة فان بيورين على التعامل بفعالية مع الأزمة الاقتصادية، جنبًا إلى جنب مع القوة السياسية المتزايدة للمعارضة اليمينية، إلى هزيمته في الانتخابات الرئاسية عام 1840. وتميزت فترة رئاسته التي استمرت أربع سنوات بالفشل والنقد بقدر ما اتسمت بالنجاح والإشادة الشعبية، ويعتبر المؤرخون رئاسته متوسطة في أحسن الأحوال. كان أكثر إنجازاته ديمومة هو كونه منظمًا سياسيًا بنى الحزب الديمقراطي الحديث وقاده إلى الهيمنة في النظام الحزبي الثاني الجديد.

## الانتخابات الرئاسية لعام 1836
برز فان بيورين كخلف مفضل للرئيس أندرو جاكسون خلال قضية بيتيكوت، وفاز فان بيورين بالانتخاب لمنصب نائب الرئيس في عام 1832. كان الرجلان - «أولد هيكوري» الكاريزماتي و«سلاي فوكس» فائق الكفاءة - شخصيتين مختلفتين تمامًا ولكنهما أصبحا فريقًا فعالًا خلال ثماني سنوات في المنصب معًا. رفض جاكسون السعي للحصول على فترة ولاية أخرى في الانتخابات الرئاسية عام 1836، لكنه ظل مؤثرًا داخل الحزب الديمقراطي، وأيد بشدة ترشيح فان بيورين في انتخابات عام 1836. وبدعم من جاكسون، فاز فان بيورين بالترشيح الرئاسي للمؤتمر الوطني الديمقراطي لعام 1835 دون معارضة. وجرى تقديم اسمين لمنصب نائب الرئيس: النائب ريتشارد إم. جونسون من كنتاكي، والسيناتور السابق ويليام كابل ريفز من فيرجينيا. على الرغم من أن معظم الديمقراطيين الجنوبيين فضلوا ريفز، إلا أن جاكسون فضل جونسون، وساعد تأثيره في ترشيح جونسون لمنصب نائب الرئيس.
سعى حزب اليمين الذي تأسس حديثًا، وهو ائتلاف واسع مرتبط بمعارضة متبادلة لجاكسون، إلى منع فوز فان بورين في انتخابات عام 1836. وبسبب الافتقار إلى وحدة الحزب أو القوة التنظيمية لتقديم بطاقة واحدة أو تحديد منصة واحدة، قدم حزب اليمين عدة مرشحين على أمل فرض انتخابات طارئة في مجلس النواب. وبرز السناتور هيو لوسون وايت من ولاية تينيسي حليف جاكسون السابق، كمرشح يميني رئيسي في الجنوب، ووصف نفسه بأنه الجنوبي الوحيد في السباق. وويليام هنري هاريسون، الذي اكتسب شهرة بسبب خدمته في معركة تيبكانو، تفوق على السناتور دانيال ويبستر ليصبح المرشح الرئيسي لحزب اليمين في الشمال. أقام حزب اليمين حملة حول مواضيع الاستبداد التنفيذي المزعوم لجاكسون، وهاجم فان بورين باعتباره سياسيًا مهنيًا غير جدير بالثقة.
كان على فان بيورين أن يوضح موقفًا بشأن العبودية يمكن أن يحظى بموافقة كاملة في كل من الولايات الجنوبية المؤيدة للعبودية والشمالية حيث كانت العبودية غير قانونية وغير شائعة. جاء التحدي الأكبر في الجنوب، حيث كان جميع اليانكيين مشتبه بهم تلقائيًا في مسألة العبيد. تحرك فان بيورين للحصول على دعم الجنوبيين من خلال طمأنتهم بأنه يعارض إبطال العبودية ودعم استمرار وجود العبودية في الولايات التي كانت موجودة فيها. لم يناقش فان بيورين معتقداته الشخصية، التي اعتبرت أن العبودية غير أخلاقية، ولكن الدستور أقرها. لم تكن إستراتيجية فان بيورين هي الدفاع عن موقفه الشخصي، بل كانت مهاجمة دعاة إبطال عقوبة الإعدام، الذين لم يحظوا بشعبية في أي مكان في الولايات المتحدة. وبصفته نائبًا للرئيس، أدلى بصوته في مجلس الشيوخ الذي كسر التعادل لصالح مشروع قانون لإخضاع البريد المُلغي لقوانين الولاية، وبالتالي ضمان عدم تعميم البريد المُلغي للعقوبة في الجنوب. بينما شكك حزب اليمين الجنوبي في إخلاصه للعبودية، أصر أنصاره على أنه يؤمن بثلاثة أشياء: أن الكونغرس لا يستطيع التدخل في العبودية في الولايات، وأنه سيكون من «غير الحكيم» أن تلغى العبودية في مقاطعة كولومبيا، وهذا التحريض حول العبودية يهدد الاتحاد. وقد أدرك فان بيورين وأنصاره أنه من أجل بناء حزب وطني قابل للحياة وللحفاظ على الاتحاد، يتعين عليهم التنازل عن طريق قبول العبودية. أنشأ الديموقراطيون أول حزب حديث، لكنهم بذلك أزالوا العبودية والإبطالية من الأجندة الحزبية. وفي عام 1848، أصبح فان بيورين من أبرز المعارضين لتوسيع نطاق العبودية في الشمال، ولكن بحلول ذلك الوقت كان قد تخلى عن أي أمل في دعم الجنوب.
فاز فان بيورين في الانتخابات بـ 764198 صوتًا شعبيًا، بنسبة 50.9 في المئة من الإجمالي، و170 صوتًا انتخابيًا. قاد هاريسون حزب اليمين بـ 73 صوتًا انتخابيًا، وحصل وايت على 26 صوتًا، وحصل ويبستر على 14 صوتًا. حصل ويلي بيرسون مانغوم على 11 صوتًا انتخابيًا في ساوث كارولاينا، والتي منحها المجلس التشريعي للولاية. مقارنة بحملة جاكسون عام 1832، كان أداء فان بيورين أفضل في نيو إنجلاند ولكنه كان أسوأ في الجنوب والغرب. نتج فوز فان بيورين عن مزيج من صفاته السياسية والشخصية الجذابة، وشعبية جاكسون وتأييده، والقوة التنظيمية للحزب الديمقراطي، وعدم قدرة الحزب اليميني على حشد حملة فعالة لمرشح. وصوت ناخبو ولاية فرجينيا لصالح فان بيورين لمنصب الرئيس، بينما صوت ويليام سميث لمنصب نائب الرئيس، تاركًا جونسون صوتًا انتخابيًا واحدًا بعد الانتخابات. ووفقًا للتعديل الثاني عشر، انتخب مجلس الشيوخ نائب الرئيس جونسون في تصويت مشروط. في غضون ذلك، في انتخابات الكونغرس المتزامنة، احتفظ الديمقراطيون بالسيطرة على مجلسي الكونغرس.
شكلت انتخابات عام 1836 نقطة تحول مهمة في التاريخ السياسي الأمريكي بسبب الدور الذي لعبته في تأسيس النظام الحزبي الثاني. في أوائل ثلاثينيات القرن التاسع عشر، كان هيكل الأحزاب السياسية لا يزال يتغير بسرعة، واستمر قادة الأحزاب والشخصيات بلعب دور رئيسي في السياسة. بحلول نهاية حملة عام 1836، جرى تشكيل النظام الحزبي الجديد بشكل كامل تقريبًا، إذ جرى استيعاب كل جناح تقريبًا من قبل الديمقراطيين أو اليمينيين.